# Macedonia ottomana
La Macedonia di Vardar, l'area che ora costituisce la Macedonia del Nord, ha fatto parte dell'Impero ottomano per oltre cinquecento anni, dalla metà del XIV secolo al 1912. Tuttavia, gli stessi ottomani non mantennero alcuna "Macedonia" come unità amministrativa. La Macedonia di Vardar era invece compresa nella provincia ottomana o Eyalet di Rumelia. Il nome Rumelia (Rumeli ) significa in turco "Terra dei Romani" in riferimento alle terre conquistate dai turchi ottomani dall'impero bizantino.

## Storia

### Conquiste
Nella battaglia di Maritsa del 1371, il re della signoria di Prilep Vukašin Mrnjavčević e suo fratello Jovan Uglješa guidarono 70.000 uomini contro gli ottomani. Nonostante fossero in un numero inferiore, gli ottomani riuscirono a uccidere Vukašin e suo fratello e vincere la battaglia di Maritsa.
Dopo la battaglia, la maggior parte della Serbia si divise in principati più piccoli. Uno di questi principati è conosciuto come il Regno di Prilep, guidato dal figlio di Vukašin, Marko. Come la maggior parte dei governanti regionali della regione macedone, Marko accettò il vassallaggio sotto il sultano Murad I per preservare la sua posizione.
La battaglia del Kosovo del 1389 segnò il destino della regione della Macedonia per i successivi 500 anni. Mentre entrambi gli eserciti perdevano leader e un gran numero di soldati, gli ottomani poterono facilmente assemblare un altro esercito altrettanto grande a differenza dei locali.
Marko morì insieme a Konstantin Dragaš nella battaglia di Rovine nel 1395 e il territorio del suo regno divenne il Sangiaccato di Ohrid.
Tutta la Macedonia di Vardar fu sotto il controllo ottomano all'inizio del XV secolo, con Skopje che cadde sotto il dominio turco il 19 gennaio 1392. Al di là del conflitto con le forze di Skanderbeg, in cui le aree della parte occidentale della regione della Macedonia divennero un campo di battaglia della guerra ottomano-albanese per più di 20 anni (1444-1467), l'Impero ottomano alla fine riuscì a conquistare la regione, incorporando l'Eyalet di Rumelia.

### Eyalet di Rumelia

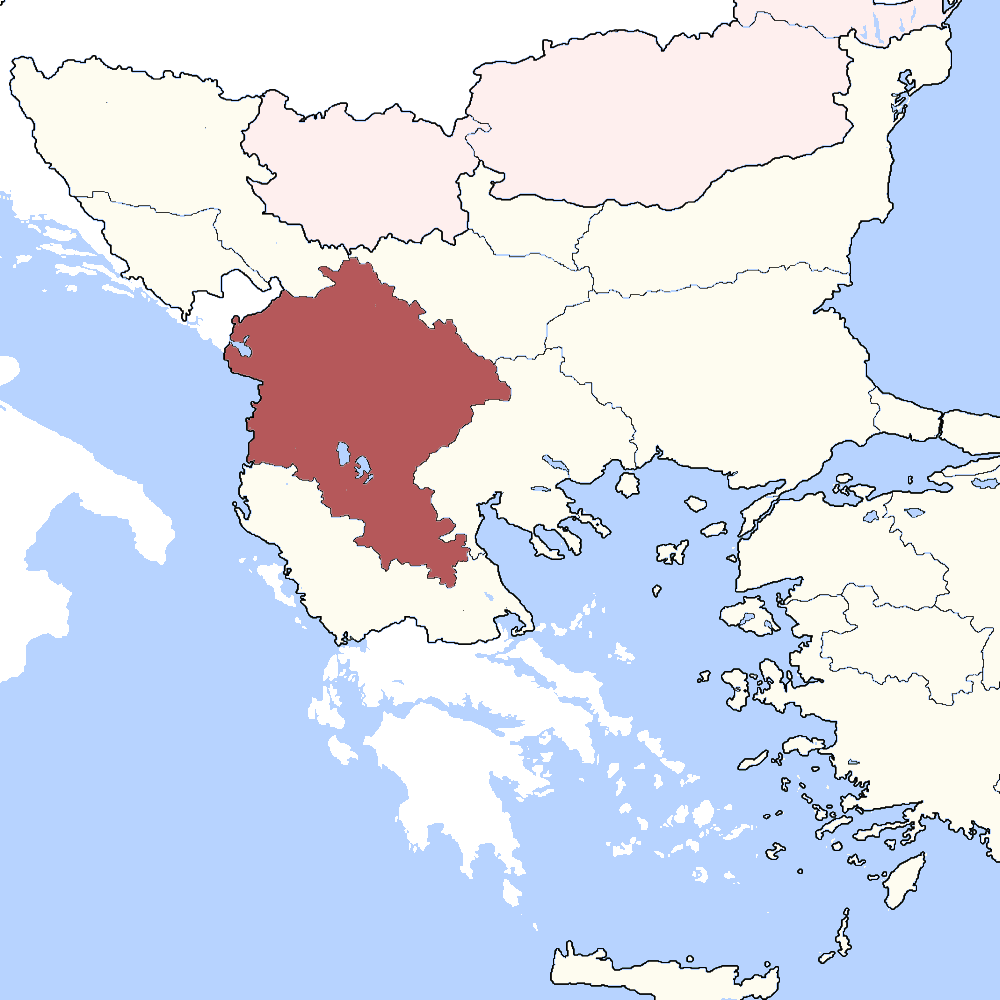
L'eyalet ridotto nel 1850

Dalla sua fondazione, la provincia di Rumelia comprendeva la totalità dei possedimenti europei dell'Impero ottomano. La prima capitale della Rumelia fu probabilmente Edirne (Adrianopoli), che fu anche, fino alla caduta di Costantinopoli nel 1453, la capitale degli ottomani. Nel XVIII secolo, Monastir (l'odierna Bitola) emerse come residenza alternativa del governatore e nel 1836 divenne ufficialmente la capitale dell'eyalet. All'incirca nello stesso periodo, le riforme del Tanzimat, volte a modernizzare l'Impero, separarono i nuovi eyalet di Üsküb, Yanya e Selanik e ridussero l'Eyalet di Rumelia a poche province intorno a Monastir. L'eyalet sopravvisse fino al 1867, quando, come parte del passaggio al sistema più uniforme del vilayet più uniforme, divenne parte del Vilayet di Salonicco.
Il ridotto Eyalet di Rumelia, centrato a Manastir, comprendeva anche i sangiacchati di Iskenderiyye (Scutari), Ohri (Ohrid) e Kesrye (Kastoria). Nel 1855, secondo il viaggiatore francese A. Viquesnel, comprendeva i sangiaccati di Iskenderiyye, con 7 kaza o sub-province, Ohri con 8 kaza, Kesrye con 8 kaza e il pasha-sangiaccati di Manastir con 11 kaza.

### Vilayet

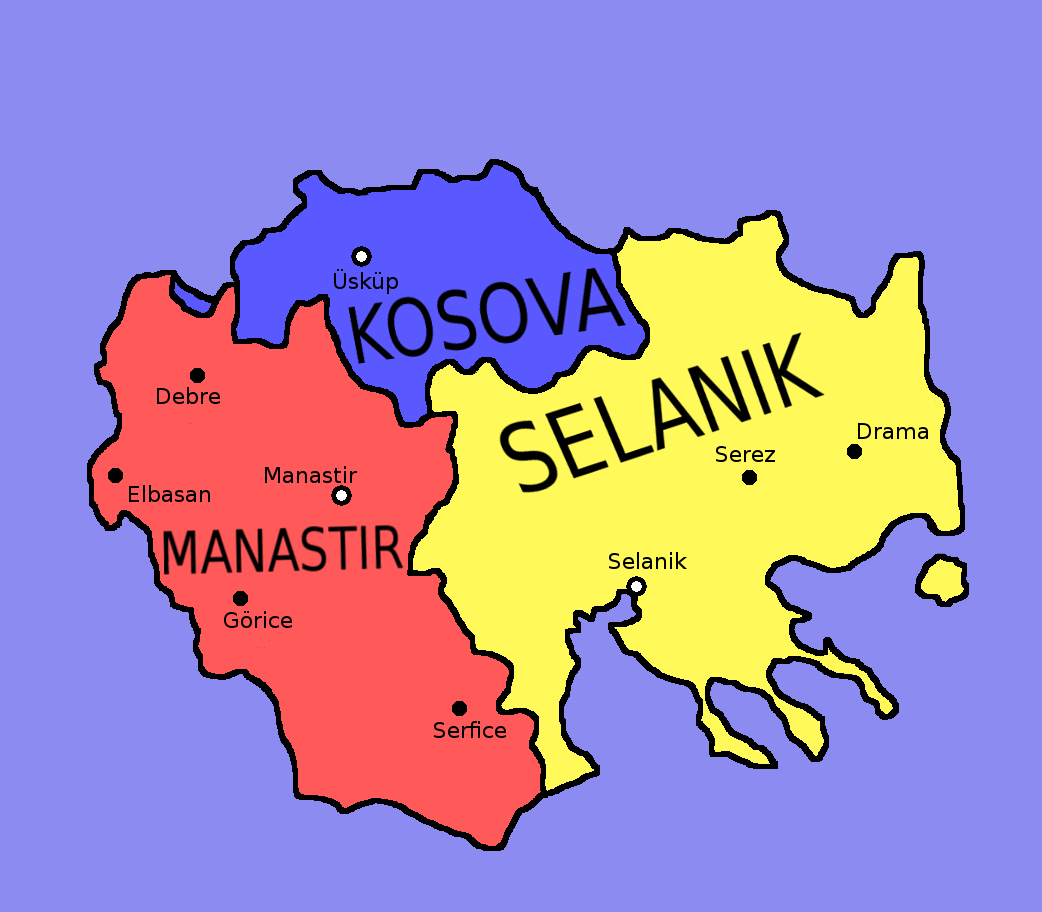
Mappa dei vilayet nella regione geografica della Macedonia 1907.

Dopo la riforma amministrativa nel 1860, l'Impero ottomano fu diviso in vilayet che furono a loro volta suddivisi in sangiaccati (o sanjak).

#### Vilayet del Kosovo
La parte settentrionale della regione macedone era inclusa nel Vilayet del Kosovo. I sangiaccati situati in questo vilayet che contenevano il territorio che si trova oggi all'interno della Repubblica di Macedonia del Nord erano:
- Sangiaccato di Üsküp, comprendente il nahiye di Üsküp (Skopje), Kumanova (Kumanovo), İştip (Štip), Kratova (Kratovo) e Koçana (Kočani).
- Sangiaccato di Prizren, ccomprendente il nahiye di Kalkandelen (Tetovo).

#### Vilayet di Monastir
La parte sud-occidentale della regione era situata nel vilayet di Monastir. I sangiaccati situati in questo vilayet che contenevano il territorio che si trova oggi all'interno della Repubblica di Macedonia del Nord erano:
- Sangiaccato di Monastir, comprendente Monastir/Manastır (Bitola), Ohri (Ohrid), Resne (Resen), and Pirlepe (Prilep)
- Sangiaccato di Dibra, comprendente Debar and Kiçevo (Kičevo)

#### Vilayet di Salonicco
La parte sudorientale della regione era situata nel vilayet di Salonicco. I sangiaccati situati in questo vilayet che contenevano il territorio ora all'interno della Repubblica di Macedonia del Nord erano:
- Sanjak di Selanik, che includeva i seguenti kaza: Tikveş (Kavadarci), Usturumca (Strumica), Köprülü (Veles), Doyran (Dojran) e Gevgili (Gevgelija)

Secondo il censimento generale ottomano del 1881/82-1893 la popolazione dei Kaza della regione è la seguente:
- Doyran - 19.423 musulmani; 1.591 greci; 5.605 bulgari; 551 altri
- Usturumca - 15.760 musulmani; 13.726 greci, 2.974 bulgari; 564 Altri
- Köprülü - 18.093 musulmani; 420 greci; 32.843 Bulgari
- Tikveş - 19.909 musulmani; 260 greci; 21.319 bulgari; 32 altri
- Gevgili - 17.063 musulmani; 14.558 greci; 5.784 Bulgari; 1402 altri

### Guerre balcaniche
Le guerre balcaniche furono le due guerre avvenute nel 1912 e nel 1913. La prima iniziò l'8 ottobre 1912 quando le nazioni della Lega Balcanica, che avevano gran parte delle loro popolazioni etniche sotto il dominio ottomano, attaccarono l'Impero ottomano. Durò sette mesi con le nazioni della Lega Balcanica che vinsero, ponendo fine a 500 anni di dominio ottomano nei Balcani.

## Città della Macedonia di Vardar sotto il dominio ottomano

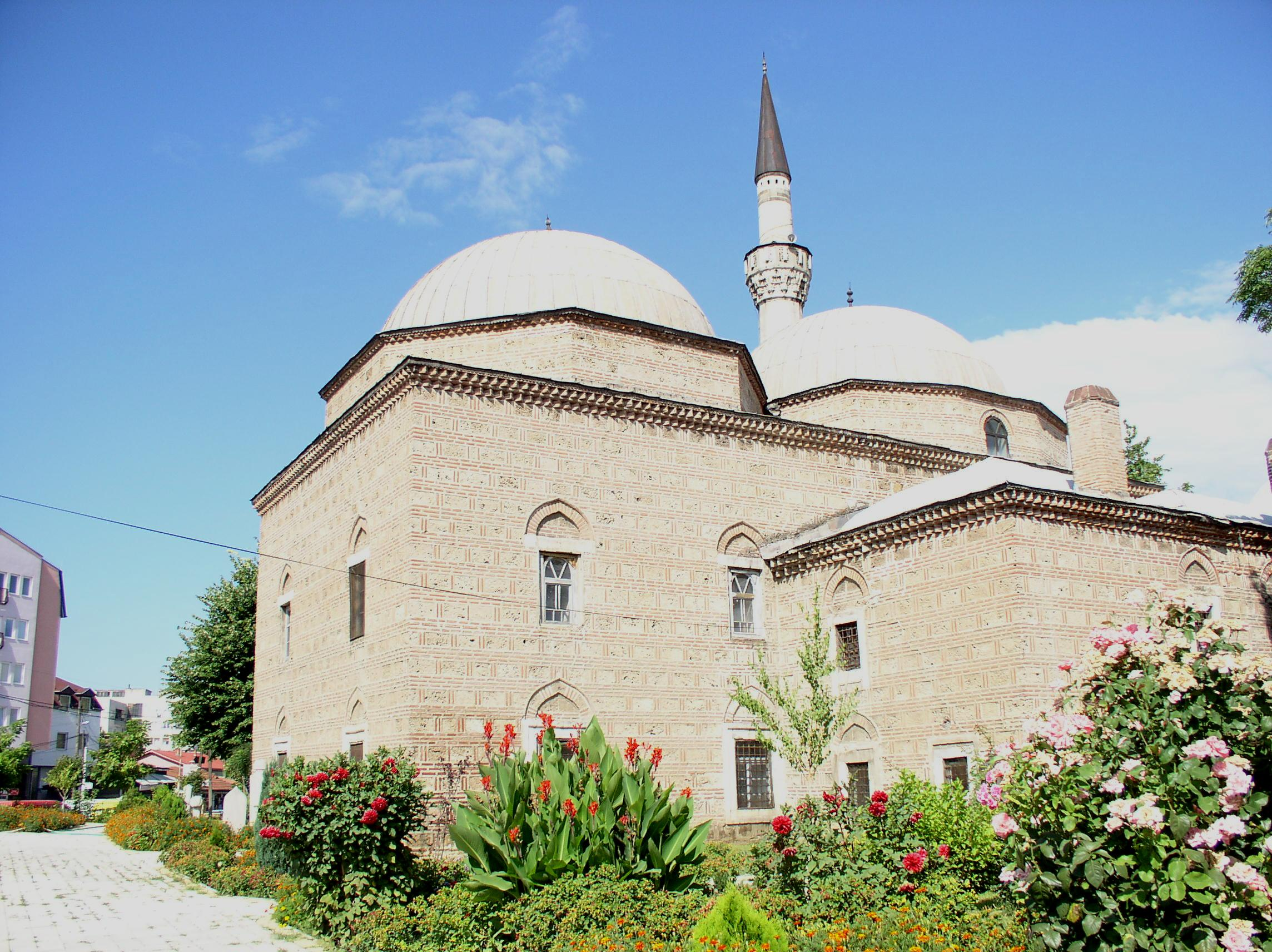
Dopo essere caduti sotto il dominio ottomano, molte moschee e altri edifici islamici, come la Moschea Isa Bey, furono costruiti nelle città come Skopje

Durante il dominio ottomano dei Balcani, le città subirono molti cambiamenti per quanto riguarda la composizione demografica della loro popolazione e l'aspetto dei loro paesaggi urbani. Con le leggi che vietavano agli edifici cristiani di essere più alti di quelli islamici, gli skyline di città come Üsküp (Skopje) e Manastır (Bitola) erano dominati dai minareti.

Il viaggiatore ottomano Evliya Çelebi visitò la città di Manastır nel 1661. Scrisse che tra le sette moschee della città dell'epoca, sei furono costruite nel XVI secolo. La maggior parte delle moschee costruite sul territorio dell'odierna Repubblica di Macedonia del Nord erano di forma quadrata con un portico a tre cupole e un minareto sul lato destro dell'edificio.

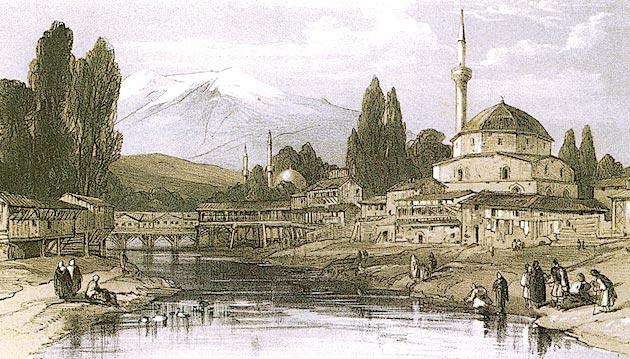
Manastır ottomana (Bitola) nel 1800
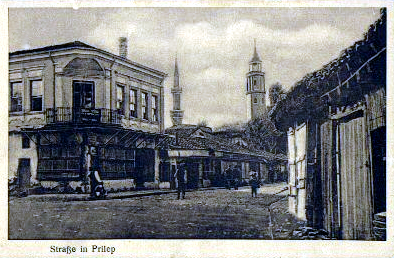
Pirlepe (Prilep) alla fine del XIX secolo
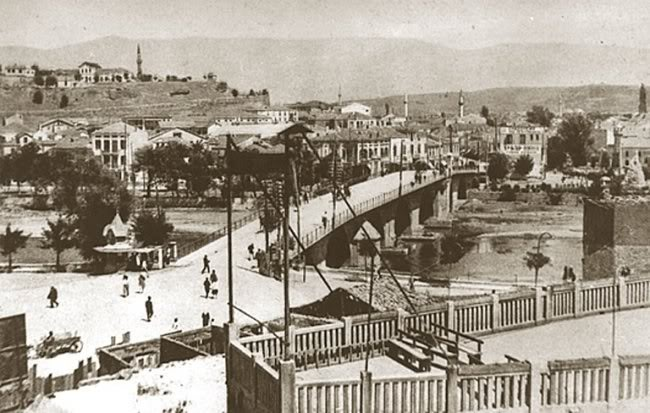
Minareti nello skyline nella Üsküp (Skopje) ottomana
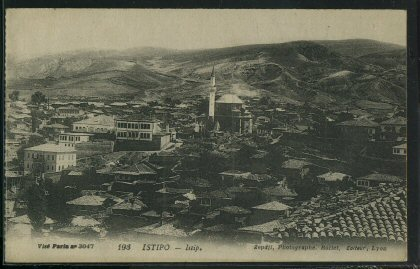
İştip ottomana (Štip)